# Lonan (paroisse administrative)
Pour l’article homonyme, voir Lonan.
Lonan est une paroisse administrative du sheading de Garff, sur l’île de Man.